# Abwehrflammenwerfer 42
Abwehrflammenwerfer 42 – niemiecki stacjonarny fugasowy miotacz ognia z okresu II wojny światowej. Niemcy po doświadczeniach z pierwszych miesięcy operacji Barbarossa postanowili skopiować od Sowietów koncepcję zastosowaną w stacjonarnym radzieckim miotaczu ognia FOG-1.

## Opis
Ważący 50 kilogramów i wysoki na 53 centymetry miotacz o kształcie dużego zbiornika cylindrycznego o pojemności 29,5 litra, zakopywano w ziemi na przedpolu bronionej pozycji – nad poziom gruntu wystawała tylko dysza (średnica 50 milimetrów, długość 50 centymetrów) i gniazdo pironaboju (średnica 67 milimetrów, wysokość 25 centymetrów). Po zainicjowaniu zapalarką elektryczną pironaboju mieszczącego ładunek czarnego prochu w ciągu 1,5 sekundy następował wyrzut płonącej mieszanki w kierunku nieprzyjaciela, wynoszący maksymalnie 25–30 metrów.
Abwehrflammenwerfer 42 stosowano na polach minowych, przy skrzyżowaniach ważnych dróg, do obrony plaż i rejonów umocnionych.

## Galeria

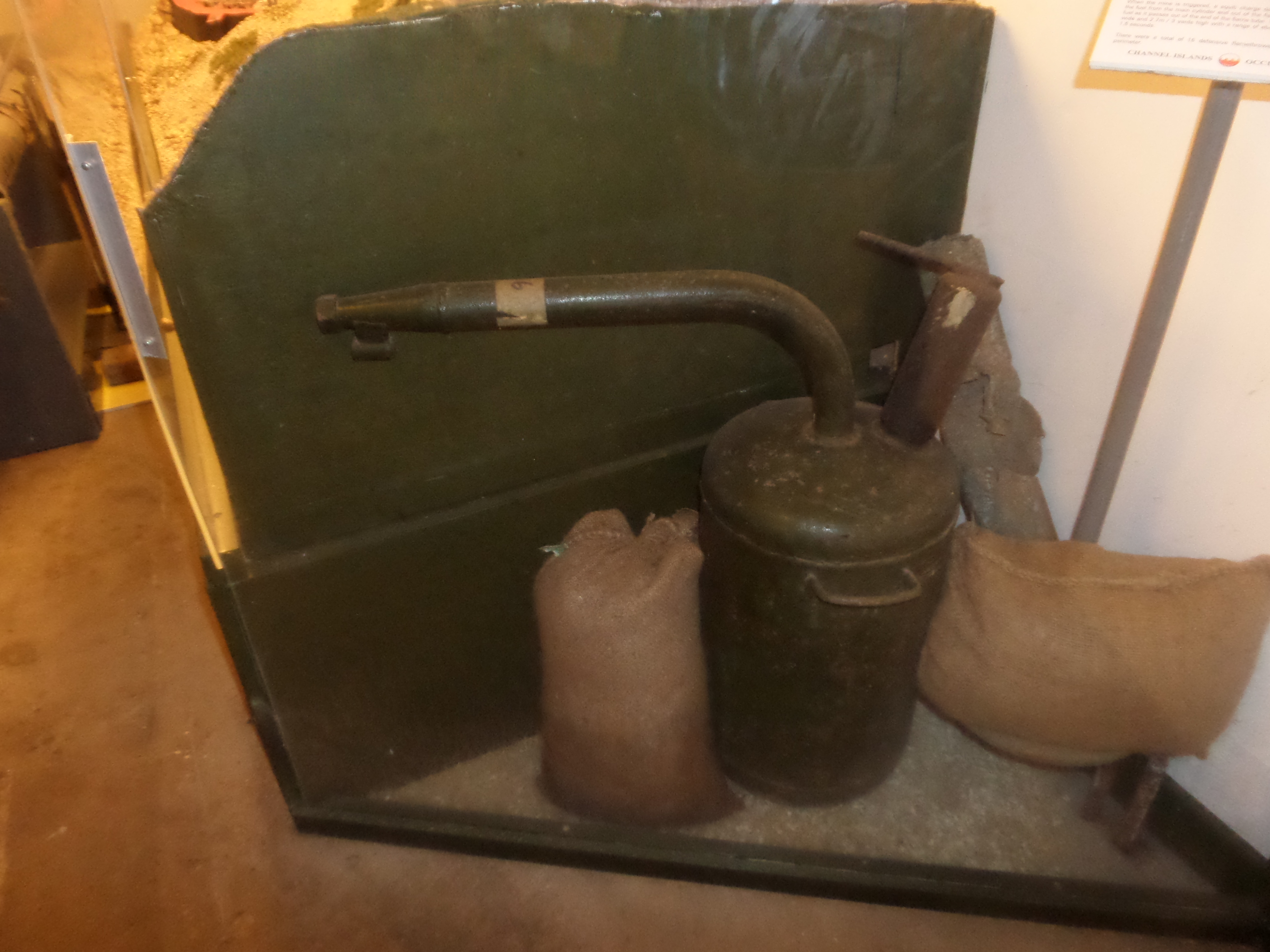
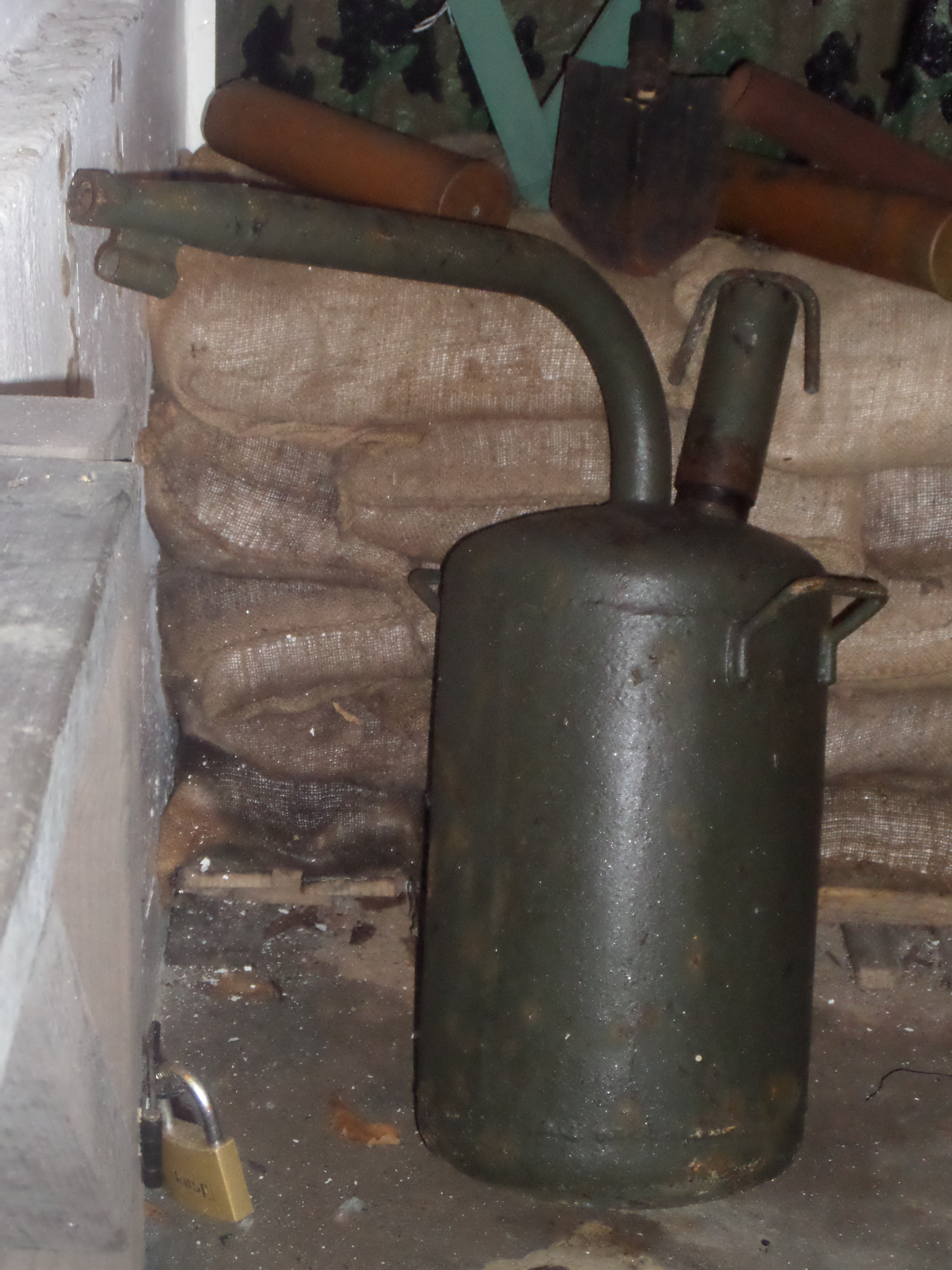
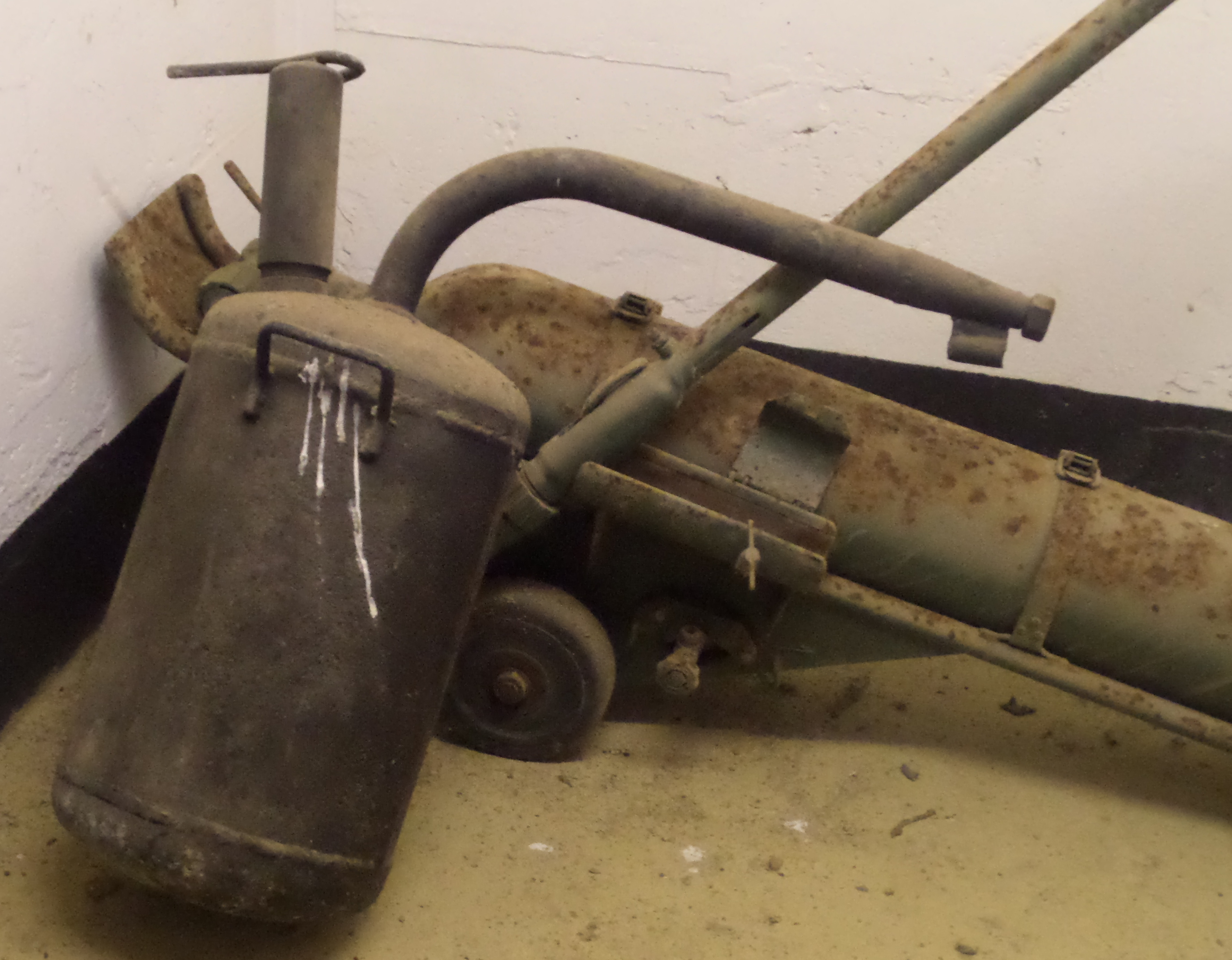